# Semender
Semender (russisch Семенде́р) ist eine Siedlung städtischen Typs in der Republik Dagestan (Russland) mit 13.677 Einwohnern (Stand 14. Oktober 2010).

## Geographie
Semender liegt 6 km vom Ufer des Kaspischen Meeres und etwa 8 km in westlicher Richtung vom Zentrums der Stadt Machatschkala entfernt. Südöstlich der Siedlung erhebt sich steil das Bergmassiv Tarki-Tau mit seinem höchsten Punkt Mys Sarijar auf 720 m über dem Meeresspiegel.
Die Siedlung gehört zum Stadtkreis der dagestanischen Hauptstadt Machatschkala und ist der Verwaltung des Rajons Kirowski, eines der drei Verwaltungsbezirke der Stadt, unterstellt.

## Geschichte
Semender entstand ab Ende der 1980er-Jahre als Wohnvorort des schnell wachsenden Machatschkala und erhielt 1999 den Status einer Siedlung städtischen Typs.
Der Name ist von dem der mittelalterlichen Stadt Samandar (auch Semender) abgeleitet. Diese war im 6. bis 8. Jahrhundert Hauptstadt des Chasarenreiches, vor der Verlegung ins nördlichere Itil. Der Name wiederum ist möglicherweise von dem des in der Gegend siedelnden, den Awaren nahestehenden Stammesverbundes Sabender abgeleitet. Die genaue Lage des alten Samandar ist unbekannt, ein in Frage kommender Ort ist aber das unweit des heutigen Semender gelegene Tarki an der Ostseite des Tarki-Tau, wo alte Siedlungsreste gefunden wurden.

### Bevölkerungsentwicklung
| Jahr | Einwohner |
| ---- | --------- |
| 2002 | 7.558     |
| 2010 | 13.677    |

Anmerkung: Volkszählungsdaten

## Infrastruktur
Westlich und südlich an Semender vorbei führt die Fernstraße R217 (ehemals M29, bis Machatschkala zugleich Teil der Europastraße 50), die entlang dem Nordrand des Kaukasus und der Küste des Kaspischen Meeres in Richtung Aserbaidschan verläuft, sowie deren westlicher Zubringer ins Zentrum von Machatschkala. Mit Machatschkala besteht Stadtbus- und „Marschrutka“-Verbindung.